# Sinfonía n.º 6 (Miaskovski)

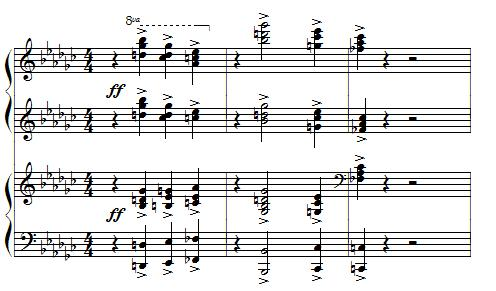
Comienzo de la Sexta Sinfonía de Nikolai Myaskowsky.

La Sinfonía n.º 6 en mi bemol menor Op. 23 de Nikolái Miaskovski es una obra monumental en la que interviene, además de una gran orquesta, un coro ad libitum. Fue la obra que más costó al compositor, ya que trabajó en ella durante dos años (1921-23). Como si fuese una retrospectiva de los años revolucionarios, refleja también los dramas personales de la vida del compositor (la reciente muerte de su padre y de su amigo íntimo). Esto explica quizá la temática del scherzo y del final, dividido entre los cantos revolucionarios franceses, Ça ira y la Carmagnole, y el Dies irae medieval y un antiguo canto paralitúrgico de los viejos creyentes rusos, <<La separación del alma y del cuerpo>>. 
La duración media de la obra es aproximadamente setenta y cinco minutos. 